# Pat Mickan
Patricia Mickan, detta Pat (Renmark, 12 marzo 1957), è un'ex cestista australiana.

## Carriera
Con l'Australia ha disputato due edizioni dei Giochi olimpici (Los Angeles 1984, Seul 1988) e tre dei Campionati mondiali (1979, 1983, 1986).